# Studio Berçot
Das Studio Berçot ist eine private Einrichtung für die Ausbildung von Modedesignern. Sie wurde 1954 gegründet. Der Firmensitz ist in Paris, sie ist mit anderen französischen Modeschulen vernetzt.
Das Berçot-Studio bildete mehrere Modeschöpfer und künstlerische Leiter der 1980er Jahre aus, die in den Luxushäusern der 1990er und in den 2000er Jahren auf dem Markt für Modeaccessoires etabliert waren, als der große Vertrieb den Sektor internationalisierte.

## Rezeption
Das Studio Berçot wird zu den renommiertesten und besten französischen Modeschulen gezählt. Die New York Times rühmt die Schule für ihren avantgardistischen Lehrplan.

## Absolventen (Auswahl)
Bekannt gewordene Absolventen sind die französische Modeschöpferin Isabel Marant (* 1967) und die deutsch-italienische Modedesignerin, Künstlerin und Unternehmerin Sibilla Pavenstedt (* 1965).